# Gailingen am Hochrhein
Gailingen am Hochrhein ist eine Gemeinde im Landkreis Konstanz in Baden-Württemberg. Gailingen ist ein staatlich anerkannter Erholungsort.

## Geographie

### Lage
Gailingen liegt zwischen 400 (Rheinufer) und 630 Metern (Rauhenberg) über Normalnull. Der Dorfkern liegt auf einer alten Flussterrasse des Rheins und erstreckt sich über weite Teile des Südhangs des Rauhenbergs, auf dem noch Reste der Burg „Bürglischloss“ und der Burg Rauhenberg zu finden sind.

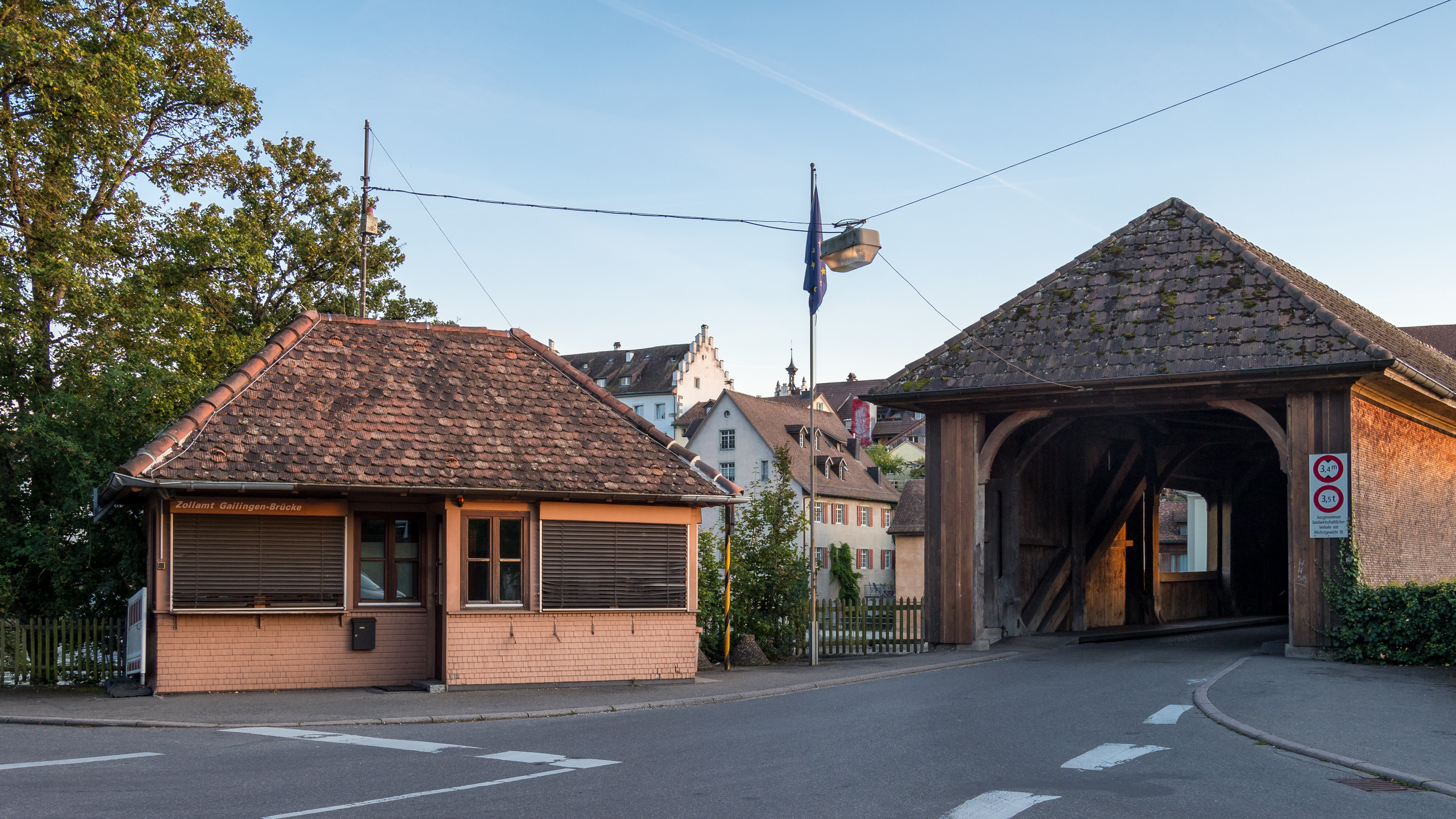
Zollamt Gailingen-Brücke (2021)

### Nachbargemeinden
Die Gemeinde grenzt im Norden an das zur Gemeinde Gottmadingen gehörende Dorf Randegg, im Osten an die Schweizer Gemeinden Buch und Ramsen im Kanton Schaffhausen, im Süden an die Stadt Diessenhofen im Kanton Thurgau und im Westen an Dörflingen im Kanton Schaffhausen. Nach einem 700 Meter breiten Stück Schweizer Territoriums wird im Westen außerdem die Gemarkung der deutschen Exklave Büsingen erreicht, das auf halbem Weg nach Schaffhausen liegt.

### Gemeindegliederung
Zur Gemeinde Gailingen am Hochrhein gehören das Dorf Gailingen, der Weiler Obergailingen und die Häuser Lochmühle, Rheinburg und Rheinhalde und Strandweg. Im Gemeindegebiet liegen die abgegangenen Ortschaften Aufhofen, Gaishütte und Hofstetten.

## Geschichte
Gailingen wurde erstmals im Jahre 965 urkundlich erwähnt. Der Name geht auf einen alemannischen Sippenführer Gailo zurück, der den Ort wohl im 5. Jahrhundert gegründet hat. Der Ort gehörte zunächst den Herren von Gailingen, den vermutlichen Erbauern des Bürglischlosses, ehe er 1465 unter Landeshoheit der Habsburger kam. Im Rahmen der Gebietsveränderungen durch den Reichsdeputationshauptschluss fiel die Gemeinde 1806 an das Großherzogtum Baden.
Eine Besonderheit Gailingens war jahrhundertelang der hohe jüdische Bevölkerungsanteil. Nach Ende des Dreißigjährigen Kriegs war den ersten Juden 1657 die Ansiedlung erlaubt worden, die zwei Jahrzehnte später die mildtätige Bruderschaft Chewra Kadischa gründeten und mit der Anlage eines bis heute gut erhaltenen jüdischen Friedhofes begannen. 1830 weihte man in Gailingen, das von 1827 bis 1925 der Sitz eines Bezirksrabbinates war, eine Synagoge ein, die bis zur Reichspogromnacht 1938 Bestand hatte; gesprengt wurde sie am 10. November wie auch die Synagogen von Konstanz, Wangen und Gottmadingen durch die SS-Verfügungstruppe III./‚Germania‘ aus Radolfzell.

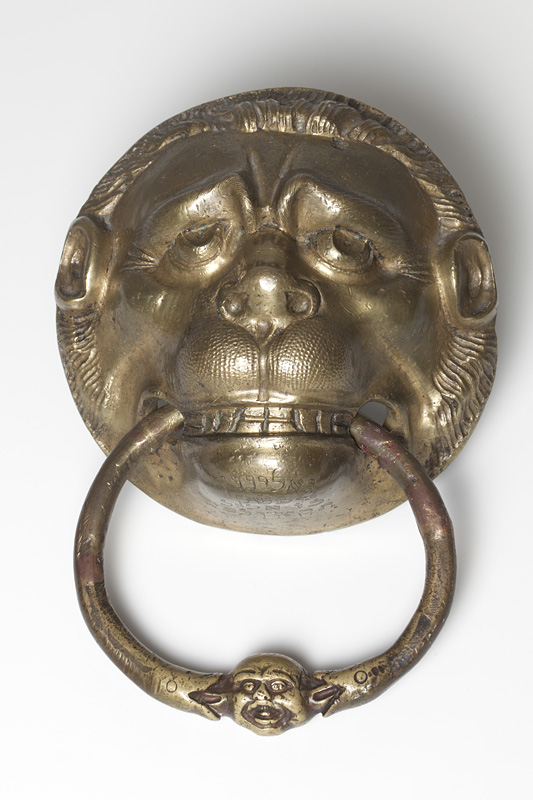
Türklopfer aus der Gailinger Synagoge (1836) in der Sammlung des Jüdischen Museums der Schweiz.

In der Mitte des 19. Jahrhunderts war die Hälfte der Einwohner des Ortes jüdisch (1862: 990 jüdische Einwohner gegenüber 982 Christen). Obwohl sie keine politischen Rechte besaßen, prägten Juden den Ort wirtschaftlich und kulturell. Von 1870 bis 1884 hatte die Gesamtgemeinde einen jüdischen Bürgermeister, Leopold Guggenheim. Gailingen war damals nicht nur die zweitgrößte Gemeinde in der Landgrafschaft Nellenburg (nach Stockach und noch vor Radolfzell und Singen), sondern besaß auch eine der größten israelitischen Gemeinden Badens. Das Gemeindeleben mit unter der Leitung berühmter Rabbiner und Lehrer geschaffenen religiösen und sozialen Einrichtungen (Rat- und Schulhaus, zentrale Wasserversorgung, Krankenhaus, Altersheim) galt bis zur Zeit des Nationalsozialismus als mustergültig. Die dort geübte westjiddische Mundart wurde von Florence Guggenheim-Grünberg dokumentiert. Ab 1862 nahm die jüdische Bevölkerung in Gailingen stetig ab. Aufgrund der neu-eingeführten Niederlassungsfreiheit zogen viele jüdische Familien in größere Städte, um ihre berufliche und finanzielle Aussichten zu verbessern. 1898 war die Seniorenpension Friedrichsheim als „Asyl für israelitische und arme Kreise in Gailingen“ eröffnet worden.
Im Oktober 1940 wurden die 200 noch verbliebenen Gemeindemitglieder in das Konzentrationslager Gurs deportiert. Damit war die jüdischen Gemeinde von Gailingen endgültig und gewaltsam erloschen.
Aufgrund der engen Beziehungen zur benachbarten Schweiz gelangten Judaica und andere Überbleibsel dieser Gemeinde in das Jüdische Museum der Schweiz, wo einige dieser Objekte ausgestellt sind.
Ab 1950 besaß der Landkreises Konstanz die Seniorenpension Friedrichsheim. 2004 kam das Heim zum damaligen Gesundheitsverbund Hegau-Bodensee-Hochrhein Kliniken, und von 2012 bis 2016 war es Teil des Gesundheitsverbundes Landkreis Konstanz.

## Politik

### Verwaltungsgemeinschaft
Gailingen bildet mit Büsingen am Hochrhein und Gottmadingen eine vereinbarte Verwaltungsgemeinschaft.

### Gemeinderat
Die Kommunalwahl vom 26. Mai 2019 führte bei einer Wahlbeteiligung von 61,69 % (+ 14,89) zu folgendem Ergebnis:
| Partei / Liste          | Stimmenanteil | ±        | Sitze | ±   |
| CDU/UWG                 | 36,87 %       | − 7,33 % | 4     | − 1 |
| FWG                     | 31,20 %       | − 0,9 %0 | 4     | ± 0 |
| Sozialökologische Liste | 31,94 %       | + 8,24 % | 4     | + 1 |

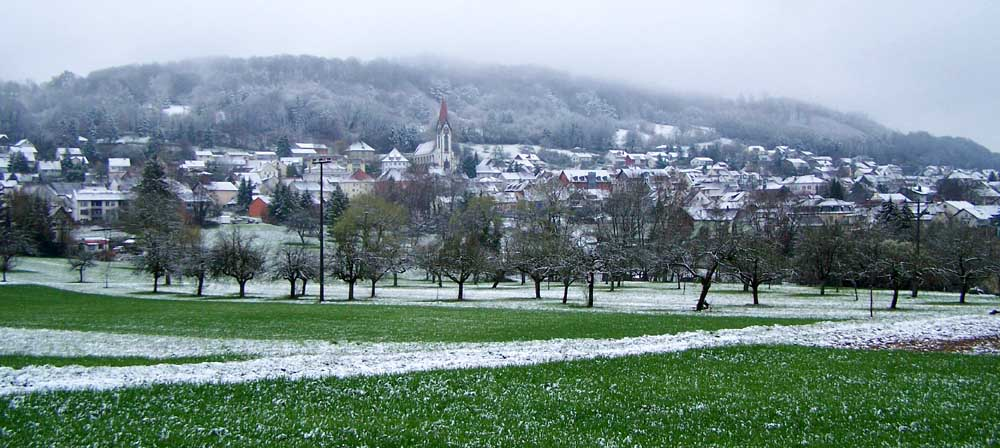
Gailingen mit der Pfarrkirche St. Dionysius

Außerdem ist der Bürgermeister Mitglied des Gemeinderates.

### Bürgermeister
Bürgermeister von Gailingen ist Thomas Auer. Er hat das Amt seit dem 12. Mai 2018 inne.
- 1833–1841: Michael Held
- 1841–1845: Johann Nepomuk Schneble
- 1845–1852: Michael Held
- 1852–1856: Johann Nepomuk Auer
- 1856–1859: Peter Heidel
- 1859–1869: Christian Schneble
- 1869–1870: Matthias Auer
- 1870–1884: Leopold Hirsch Guggenheim
- 1884–1891: Conrad Auer
- 1891–1921: Oswald Auer
- 1921–1928: Otto Schneble
- 1928–1933: Josef Ruh
- 1933–1935: Friedrich Hermann
- 1935–1939: Alois Sproll
- 1939–1944: Willi Becher
- 1944–1945: Emil von Ow
- 1945–1946: Josef Ruh
- 1946–1948: Karl Auer
- 1948–1954: Richard Schneble
- 1954–1971: Martin Schneble
- 1971–1986: Ernst Ege
- 1986–2018: Heinz Brennenstuhl
- seit 2018: Thomas Auer

### Partnergemeinde
Mit Liebschützberg in Sachsen ist Gailingen partnerschaftlich verbunden.

### Wappen
| Wappen der Gemeinde Gailingen am Hochrhein | Blasonierung: „Geteilt von Blau und Silber (Weiß), oben pfahlweise drei linksgewendete goldene (gelbe) vierendige Hirschstangen, unten ein roter abgerissener Löwenkopf.“ |
| Wappen der Gemeinde Gailingen am Hochrhein | Wappenbegründung: Erst in den dreißiger Jahren des 19. Jahrhunderts beschaffte die Gemeinde ein Siegel, das außer der Inschrift BÜRGERMEISTERAMT GAILINGEN als allgemeinen Schmuck Getreideähren, Eichenzweige und Weinreben zeigte. Der 1901 vom Generallandesarchiv eingebrachte Wappenvorschlag, der in etwa dem heutigen Wappen entsprach, wurde vom Gemeinderat abgelehnt, stattdessen setzte die Gemeinde das Wappen der fränkischen Familie von Gailingen (von Silber über Schwarz geteilt), die mit der Gemeinde am Hochrhein nichts zu tun hat, ins Siegel. 1939 entschied man sich für das jetzige Wappen. Es erinnert mit den Hirschstangen daran, dass die hohe Gerichtsbarkeit einst von der Landgrafschaft Nellenburg ausgeübt wurde. Der Löwenrumpf stammt aus dem Wappen der Herren von Randegg, die vor 1518 die niedere Gerichtsbarkeit innehatten. Das Wappen wurde der Gemeinde – zusammen mit der Flagge – am 26. Januar 1961 vom Innenministerium offiziell verliehen. |

## Wirtschaft und Infrastruktur

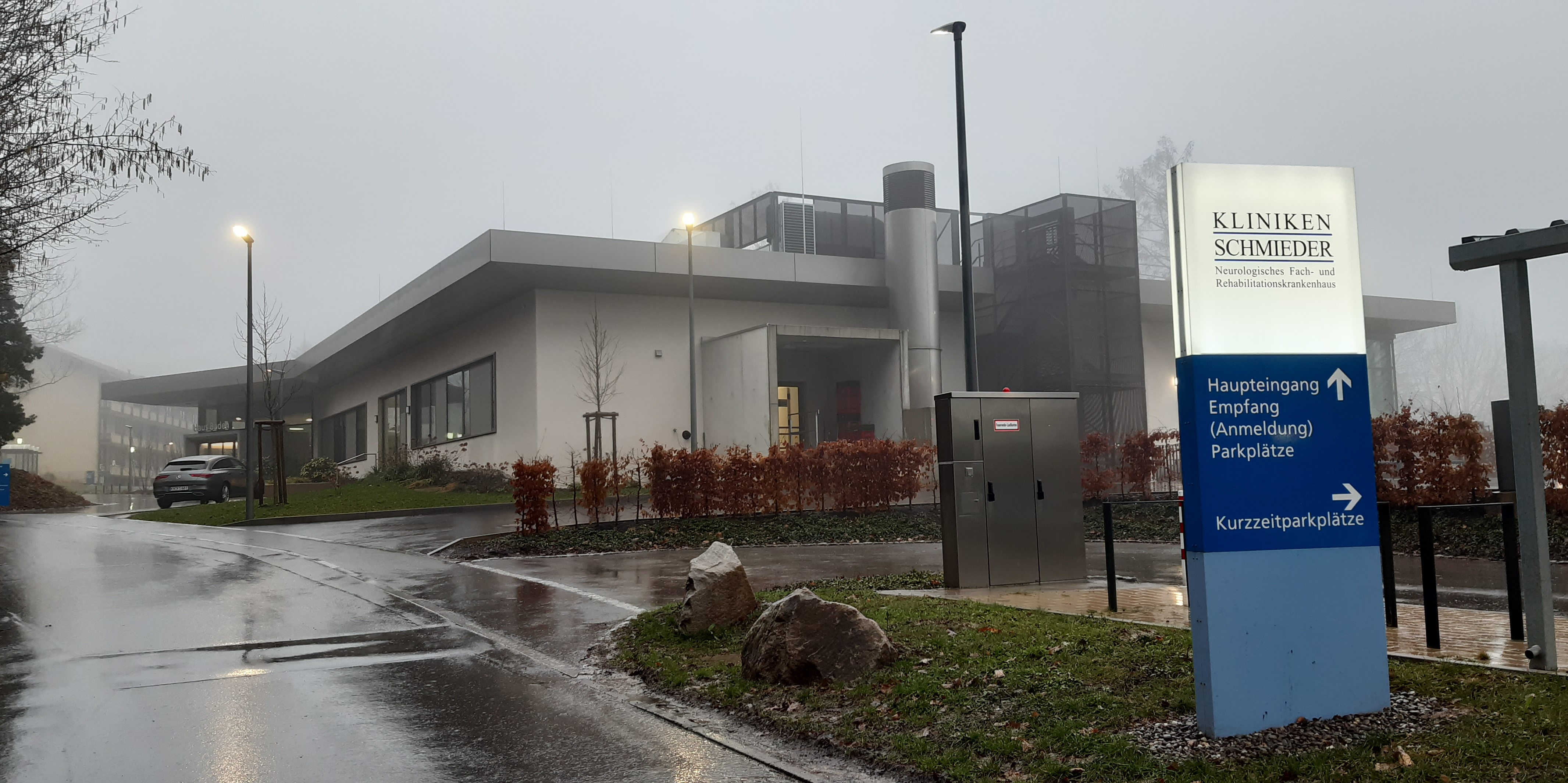
Eingangsbereich zum Neurologischen Fach- und Rehabilitationskrankenhaus

Seit 1950 existieren die Schmieder-Kliniken, seit 1972 das Jugendwerk – beides neurologische Rehabilitationszentren (das Jugendwerk für Kinder, Jugendliche und junge Erwachsene).
Seit 1977 ist die Gemeinde als Erholungsort staatlich anerkannt.
In den 1950er- und 1960er-Jahren produzierte in Gailingen das Unternehmen Gebrüder Schneble das ähnlich einem Hobel funktionierende handgeführte „Parallelmesser Schnittfix“ zum Schneiden justierbar dicker Brot-, Gemüse-, Käse- oder Wurstscheiben.

### Verkehr
Durch Gailingen verlaufen am Rheinufer die Eurovelo-Routen 6 (Atlantik – Schwarzes Meer) und 15 (Rheinradweg). Auf derselben Trasse verlaufen die D-Routen 6 (Donauroute) und 8 (Rhein-Route) und die Schweizer Veloland-Route 2 (Rhein-Route).

### Bildung
Die Gemeinde verfügt mit der Hochrheinschule Gailingen über eine Grund- und Werkrealschule.

## Kultur und Sehenswürdigkeiten

### Bauwerke

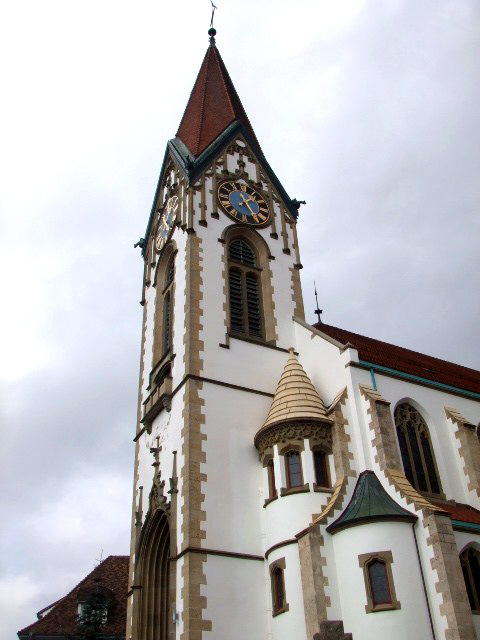
Turm der St.-Dionysius-Kirche

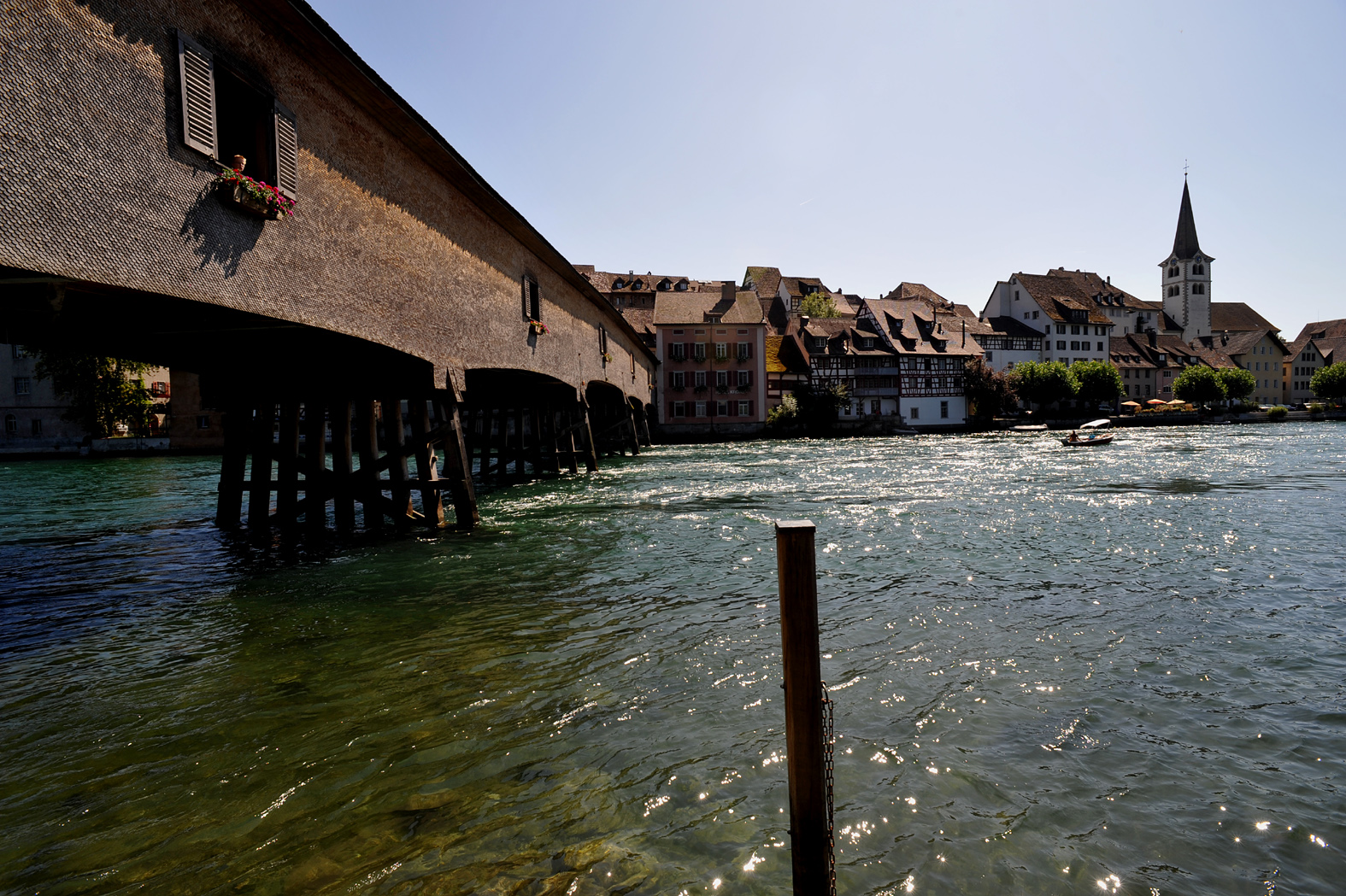
Rheinbrücke Diessenhofen–Gailingen

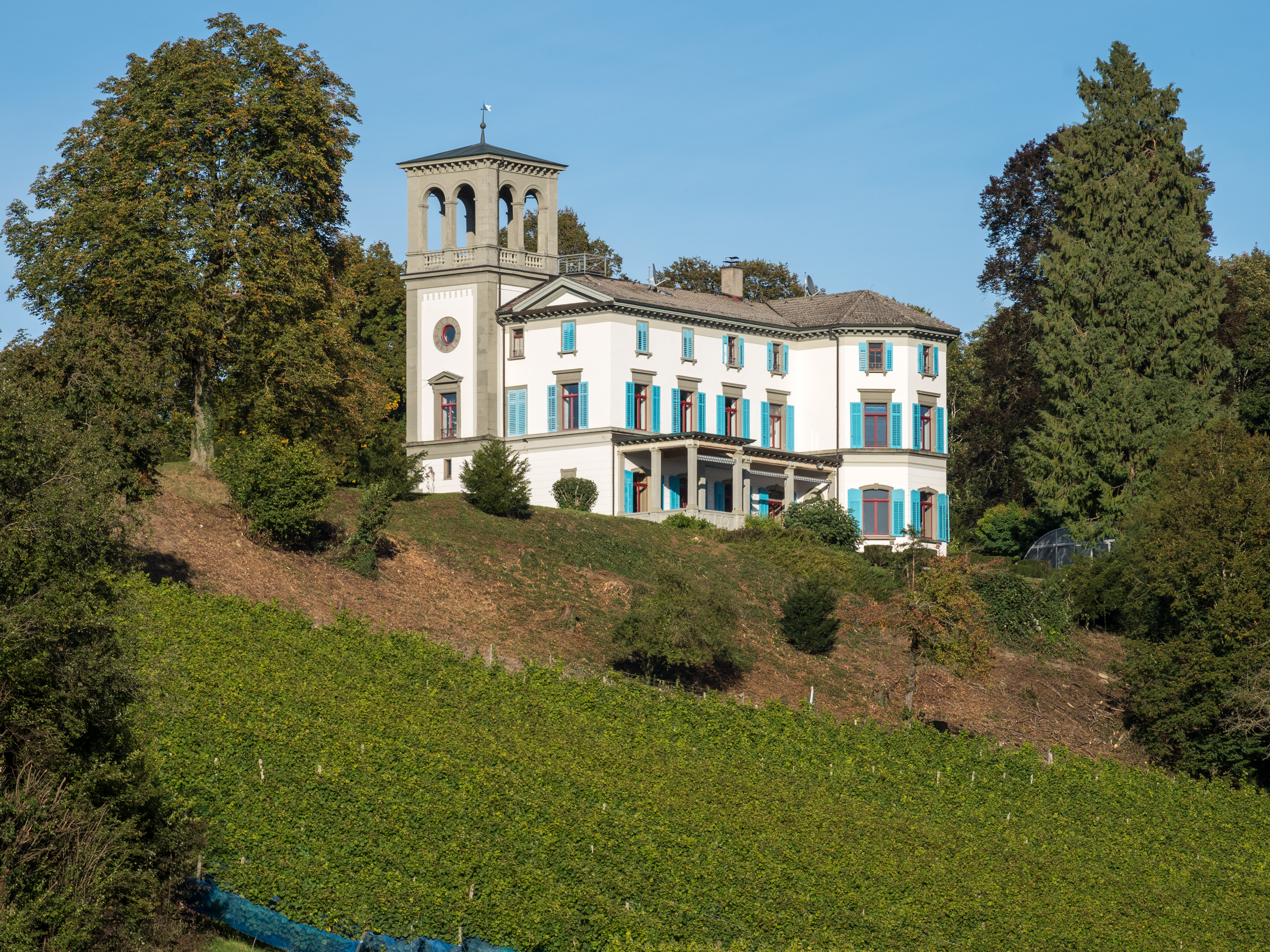
Villa Rheinburg

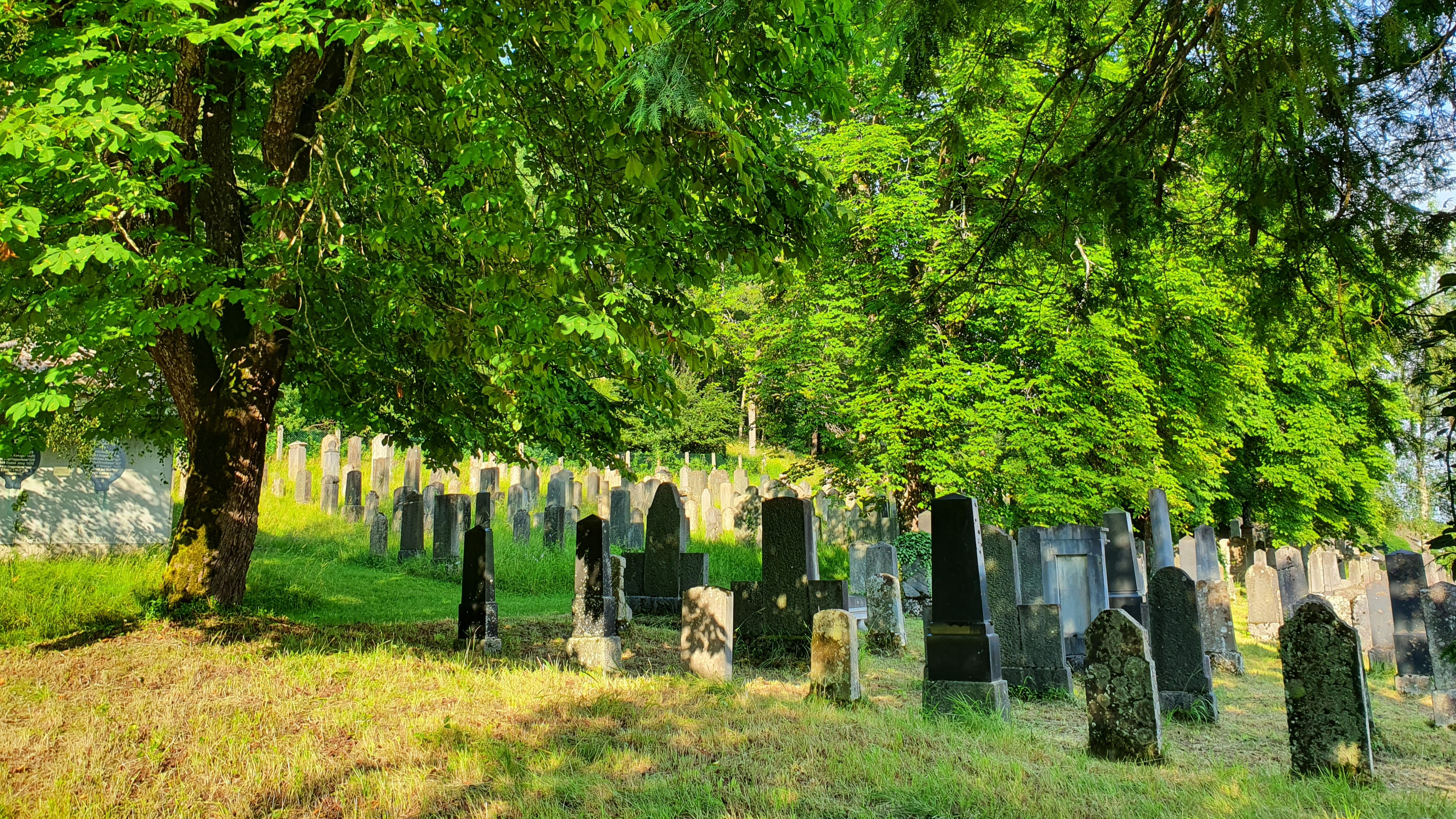
Jüdischer Friedhof

Die Gemeinde Gailingen weist eine Reihe architektonisch interessanter, mitunter auch denkmalgeschützter Bauten auf. Zu den wichtigsten Bauwerken gehören:
- die Nikolaus-Kapelle aus dem 12. Jahrhundert in Obergailingen[16]
- die 1907–1911 erbaute neugotische katholische Pfarrkirche St. Dionysius,[17]
- das Bürgerhaus (früher das jüdische Schulhaus) mit dem angrenzenden Synagogen-Gedenkplatz,
- der jüdische Friedhof aus dem 18. Jahrhundert,
- das um 1750 erbaute Liebenfelsische Schlösschen
- mehrere historische Weintrotten, z. B. die auf das Jahr 1564 datierte „Randegger Trotte“[18] und die ehemalige „Klostertrotte in der Steig“ aus dem 17. Jahrhundert,[19] sowie
- die gedeckte Holzbrücke über den Rhein hinüber zur schweizerischen Stadt Diessenhofen.
- das Bürglischloss, auch Burg Gailingen oder Bürgli Schloss genannt, ist die Ruine einer Spornburg auf einem nach Süden vorspringenden 565 m ü. NN hohen Sporn des Rauhenbergs etwa 1000 Meter nördlich der Gemeinde Gailingen am Hochrhein.
- Die Landhaus-Villa „Schloss Rheinburg“ wurde 1866 von Franz Arthur Rausch, dem Spross einer vermögenden Schaffhauser Handelsfamilie, im Stil der Neorenaissance erbaut. Die Villa, die hoch über dem nördlichen Rheinufer bei Gailingen thront, wurde vom bedeutenden Schweizer Architekten Leonhard Zeugheer entworfen.[20]

### Gedenkstätten
Auf dem Jüdischen Friedhof unterhalb des Bürgli-Schlosses erinnert seit 1948 ein Gedenkstein an die Gailinger Juden, die 1940 in der Wagner-Bürckel-Aktion ins KZ Gurs deportiert wurden und der Shoa zum Opfer fielen. Am Synagogenplatz gedenkt die Bürgerschaft seit 1976 mit einem Gedenkstein und einer Gedenktafel der 1938 vernichteten Synagoge der jüdischen Gemeinde. Der jüdische Friedhof wurde etwa 1650 angelegt. Der älteste Grabstein datiert von 1695; die bislang letzte Beisetzung war 1980; er zählt an die 1.244 Grabsteine.
Das Jüdische Museum Gailingen befindet sich im Bürgerhaus Gailingen. Es sind die Räume des ehemals jüdischen Schul- und Gemeindehauses. In diesem Dokumentationszentrum der jüdischen Geschichte und Kultur am Bodensee und Hochrhein werden gerettete Thora, Gebetsschals, Bücher und Fotos gezeigt. Besucher aus Israel sind stark vertreten.

### Natur

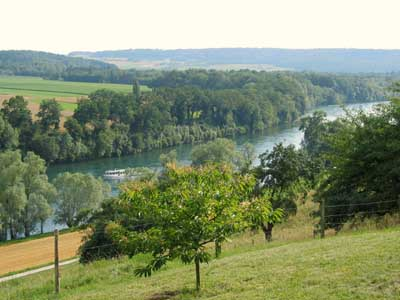
Der Rhein bei Gailingen

Neben der beliebten Landschaft und der nahen Schweizer Grenze locken im Sommer vor allem der Rheinuferpark und die Schifffahrt. Außerdem wird an den Südhängen in Gailingen auf rund 18 Hektar Wein angebaut. Der Abschnitt des Hochrheins, an dem Gailingen liegt – Auslauf aus dem Bodensee (Untersee) bis zum Rheinfall bei Schaffhausen – zählt zu den schönsten Flussläufen Europas.
Hoch über dem Dorf befindet sich der Aussichtspunkt Bürglischloss mit dem 1998 erstellten Aussichtsturm. Bei guter Fernsicht reicht das Bergpanorama von Vorarlberg bis zu den Berner Alpen.
Seit 2004 ist der Kalk-Trockenrasen am Gailinger Berg ein eigenes Naturschutzgebiet.

## Persönlichkeiten

### Ehrenbürger
- Friedrich Georg Schmieder (1911–1988), Neurologe, Psychiater und Unternehmer[26]
- Ferdinand Kleibrink, Pfarrer[26]
- Leo Schreiber, zwei Tage nach seinem 80. Geburtstag zum Ehrenbürger ernannt.[26]
- Heinz Brennenstuhl, Bürgermeister a. D.

### Söhne und Töchter der Gemeinde
- Moses Bloch (1804–1841), Rabbiner
- Leopold Löwenstein (1843–1923), Rabbiner, Historiker und Autor
- Carl Roesch (1884–1979), Künstler
- Karl Brachat (1901–1971), Pädagoge und Politiker (CDU)
- Detlef Schreiber (1930–2003), Architekt